# Edificio Alto Río
El edificio Alto Río fue un edificio ubicado en la avenida Los Carrera de la ciudad de Concepción, Chile. Al momento del terremoto de Chile de 2010, a solo un año de haberse inaugurado, se desplomó y se partió en dos como consecuencia de sus fallas en la construcción.

## Terremoto de 2010
Alto Río fue uno de los edificios que se desplomó debido al terremoto que afectó a las zonas centro y sur de Chile el 27 de febrero de 2010. Debido a la hora del sismo, a las 3:34, muchos de sus moradores quedaron atrapados en su interior, teniendo como resultado final cerca de setenta heridos rescatados vivos y ocho fallecidos. El último cuerpo fue rescatado el 9 de marzo del mismo año.
En enero de 2011, los residentes tuvieron la oportunidad de rescatar algunos de sus enseres. Muchos sacaron objetos de valor sentimental, mientras que otros lograron extraer vehículos.

### Caso judicial
El caso judicial conocido como «Caso Alto Río» se desarrolló por más de dos años, sumando cuatro meses de audiencias, siendo hasta entonces el juicio más largo desde la Reforma Procesal Penal. Los imputados fueron el gerente general de la constructora Socovil, Juan Ignacio Ortigosa Ampuero; el gerente comercial Felipe Parra Zanetti; los ingenieros civiles calculistas René Petinelli Loayza y Pedro Ortigosa; el gerente de proyectos Ricardo Baeza Martínez; el director de la obra, Mario Valeria; y los jefes de obra Héctor Torres y José Luis Paredes. El 31 de octubre de 2012 se falló en favor de todos salvo Petinelli Loayza, quien fue condenado por el desplome del edificio. El fallo causó indignación entre la ciudadanía, autoridades del gobierno y parlamentarios.
La lectura de sentencia para Petinelli quedó fechada para el 5 de diciembre de 2012. Hasta marzo de 2013, el único condenado había sido Petinelli, a una pena remitida de 800 días más el pago de dos mil millones de pesos chilenos. Luego de la anulación unánime de un juicio por una mala ponderación de las pruebas entregadas a Fiscalía, se realizó un nuevo juicio buscando condenas adicionales.
El 9 de diciembre de 2013, el Tribunal Oral de Concepción condenó a los tres altos ejecutivos de la constructora Socovil a tres años de pena remitida, así como 800 días de pena remitida para el ingeniero calculista. Adicionalmente, los cuatro condenados deberían pagar como indemnización 1813 millones de pesos a las víctimas y sus familiares. Tras la condena, el 26 de diciembre la defensa de los ejecutivos de Socovil presentó tres recursos de nulidad.